# Аштон Гейт (Бристоль)
Аштон Гейт (англ. Ashton Gate) — пригород Бристоля (Англия, Великобритания), административно относится к округу Саутвилл. Здание сборщика пошлин на западном конце улицы Норт-Стрит сохранилось до наших дней и указывает на происхождение названия пригорода. Будучи частью поместья Аштон Корт семейства Смит, район имел чугунолитейный завод и угольную шахту в 19 веке, а также табачную фабрику и пивоварню. Здесь до сих пор есть обрабатывающая промышленность и торговые парки и в 2003 году компания компания Bristol Beer Factory возобновила производство пива на участке прежней пивоварни (англ.). Железнодорожная станция Аштон Гейт (англ.) была закрыта в 1964 году.
Основными аттракторами в районе являются стадион «Аштон Гейт», на котором выступает профессиональный футбольный клуб «Бристоль Сити», торговые и развлекательные учреждения на Норт Стрит, театр Tobacco Factory (англ.). Начальная школа Аштон Гейт обучает местных подростков.